# Hudhud

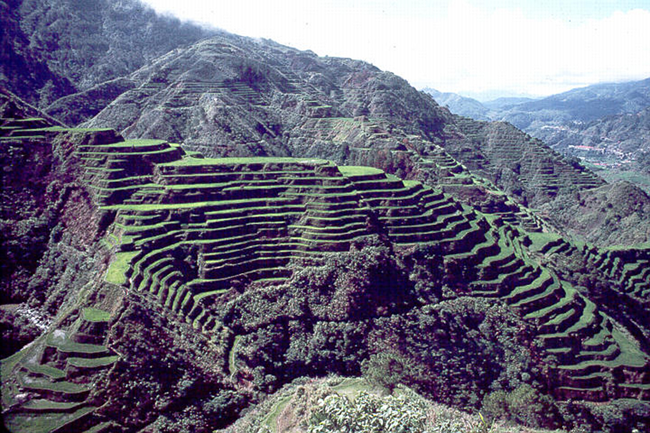
De rijstterrassen van Banaue van de Ifugao

Hudhud is een verhalende monodie, uitgevoerd door de Ifugao gemeenschap uit de Filipijnen. Het wordt uitgevoerd tijdens zaaiactiviteiten, bij de oogst en tijdens begrafenissen en rituelen. Het is ontstaan voor de zevende eeuw en bestaat uit meer dan 200 monodieën, elk onderverdeeld in 40 afleveringen. Een complete opsomming kan meerdere dagen duren.
De Ifugao cultuur is matriarchaal, de vrouw zingt het grootste gedeelte van de gezangen. De broer van een vrouw bekleed een hogere positie dan haar man. De vertellers, vooral oudere vrouwen, bekleden een belangrijke positie in de gemeenschap. Ze zijn historicus en prediker in een. Het lied wordt uitgevoerd door de eerste verteller en een koor. Alle strofen gebruiken dezelfde melodie.
De taal in de verhalen is vol van figuurlijke uitdrukkingen, herhalingen en metaforen. Vertaling van de teksten is hierdoor erg moeilijk. Er zijn weinig schriftelijke uitingen van deze traditie. Het lied gaat over voorouderlijke helden, religieuze uitingen en traditionele praktijken, het geeft het belang van de rijstteelt weer.
Sinds 2005 staat Hudhud vermeld op de Lijst van Meesterwerken van het Orale en Immateriële Erfgoed van de Mensheid. De traditionele cultuur van de Ifugao is verzwakt door de komst van het katholicisme, ook is de oorspronkelijke handmatige pluk van rijst inmiddels gemechaniseerd.